# Acacia martinicensis
Acacia martinicensis é uma espécie de leguminosa do gênero Acacia, pertencente à família Fabaceae.